# Зиненко, Павел Маркович
Павел Маркович Зиненко — советский хозяйственный деятель, Герой Социалистического Труда.

## Биография
Родился в 1924 году на территории межвоенной Речи Посполитой. Член КПСС.
Окончил Дрогобычский нефтяной техникум.
В 1951—1979 гг. — помощник бурильщика, заведующий буровой площадкой, буровой мастер Долинской конторы бурения треста «Прикарпатбурнефть» объединения «Укрзападнефтегаз», начальник буровой установки, начальник прокатно-ремонтного цеха Долинского УБР объединения «Укрнефть» Министерства нефтедобывающей промышленности СССР.
Указом Президиума Верховного Совета СССР от 23 мая 1966 года присвоено звание Героя Социалистического Труда с вручением ордена Ленина и золотой медали «Серп и Молот».
Делегат XXIII съезда КПСС.
Жил в Долинске.

## Награды и звания
- Герой Социалистического Труда (23.05.1966)
- Орден Ленина (19.03.1959, 23.05.1966)